# 最上郡
- 令制国一覧 > 東山道 > 羽前国 > 最上郡
- 日本 > 東北地方 > 山形県 > 最上郡

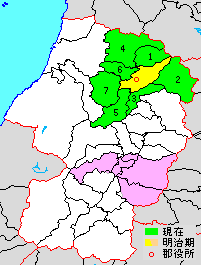
山形県最上郡の範囲（1.金山町 2.最上町 3.舟形町 4.真室川町 5.大蔵村 6.鮭川村 7.戸沢村 桃：古代から中世にかけての郡域）

最上郡（もがみぐん）は、山形県（出羽国・羽前国）の郡。8世紀の初めには裳上郡とも書き、陸奥国に属した。
人口31,784人、面積1,580.38km²、人口密度20.1人/km²。（2025年7月1日、推計人口）
以下の4町3村を含む。
- 金山町（かねやままち）
- 最上町（もがみまち）
- 舟形町（ふながたまち）
- 真室川町（まむろがわまち）
- 大蔵村（おおくらむら）
- 鮭川村（さけがわむら）
- 戸沢村（とざわむら）

## 郡域
古代の郡域は現在の村山地方（山形地域）と最上地方で、中世に村山郡と分割されて以降の郡域は、東村山郡・山形市・天童市および西村山郡朝日町、上山市の大部分（中山を除く）、西置賜郡白鷹町の一部（針生）にあたるが、行政区画として画定されたものではない。
1878年（明治11年）に行政区画として発足した当時の郡域は、現在属する4町3村に新庄市を加えた区域にあたる。

## 歴史

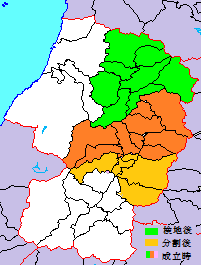
領域の変遷（緑・橙・黄：成立当初、黄：村山郡との分割後、緑：太閤検地以後）

はじめ陸奥国に属して裳上郡とも書き、後の村山郡の区域にもわたっていた。『続日本紀』には和銅5年（712年）の10月1日に置賜郡とともに出羽国に割譲されたとあり、これが最上郡の文献初見でもある。しかし霊亀2年（716年）9月23日の箇所にはふたたび陸奥国の置賜郡・最上郡として現われ、中納言の巨勢万呂（巨勢麻呂）の進言で出羽国に移管されたとある。移管の決定後、実施が遅れていたと解する説もあるが、不明である。天平9年（737年）の陸奥・出羽間道路開削作戦のときには確実に出羽国になっていた。
仁和2年11月11日（886年12月10日）に2郡に分割された。これを記す『日本三代実録』に分割後の郡名は記されないが、北が村山郡、南が最上郡となったようである。
太閤検地のころ、南北2郡の名称入れ替えとともに再編が行われ、旧最上郡が村山郡に、旧村山郡の北部が最上郡、旧村山郡の南部が村山郡となった。
正保日本図が作成されたころ、郡境が確定されたといわれている。なお、元治元年（1864年）の『最上名所名産名物番付』に現在の最上地方・村山地方の産物が含まれることから、名称としての「最上」は江戸時代を通じて両地方を指したとみられる。

### 近代以降の沿革
- 幕末時点では出羽国に所属し、全域が新庄藩領であった。「旧高旧領取調帳」に記載されている明治初年時点に存在した村は以下の通り。●は村内に寺社領が存在。（1町86村）

新庄、●新庄十日町村、●新庄金沢町村、萩野村、●升形村、飛田村、泉田村、松本村、西山村、●新庄五日町村、●鳥越村、●角沢村、宮田村、芦沢村、●仁間村、福田村、福宮村、本合海町村、合海町村、●清水町村、南山村、金山十日町村、金山七日町村、金山内町村、有屋村、田茂沢村、安沢村、下野明村、上台村、山崎村、朴山村、飛森村、漆野村、谷口銀山村、中田村、及位村、藁坊野村、高沢村、川内村、大滝村、大沢村、差首鍋村、釜淵村、平枝村、●京塚村、庭月村、石名坂村、木野下村、内町村、新町村、平岡村、川口村、向居村、松坂村、神田村、中渡村、小和田村、羽根沢村、曲川村、●佐渡村、古口村、真柄村、柏沢村、角川村、蔵岡村、岩清水村、津谷村、名高村、舟形町村、長者原村、富田村、長沢村、堀内村、赤松村、法田村、東法田村、志茂村、大堀村、月楯村、本城村、向町村、豊田村、黒沢村、若宮村、満沢村、富沢村、堺田村
- 明治元年12月7日（1869年1月19日） - 出羽国が分割され、本郡は羽前国の所属となる。
- 明治4年
  - 7月14日（1871年8月19日） - 廃藩置県により新庄県の管轄となる。
  - 11月2日（1871年12月13日） - 第1次府県統合により山形県の管轄となる。
- 明治7年（1874年） - 新庄各町が新庄小田島町・新庄沼田町の2町に再編。（2町86村）
- 明治8年（1875年）（2町78村）
  - 古口村・真柄村・柏沢村が合併して古口町村となる。
  - 宮田村・芦沢村が角沢村に、高沢村が川内村に、平枝村が差首鍋村に、小和田村・羽根沢村が中渡村にそれぞれ合併。
- 明治9年（1876年）（2町72村）
  - 金山十日町村・金山七日町村・金山内町村・田茂沢村が合併して金山町村となる。
  - 西山村が新庄十日町村に、藁坊野村が山崎村に、豊田村が向町村にそれぞれ合併。
- 明治11年（1878年）11月1日 - 郡区町村編制法の山形県での施行により行政区画としての最上郡が発足。郡役所が新庄小田島町に設置。

### 町村制施行後の沿革

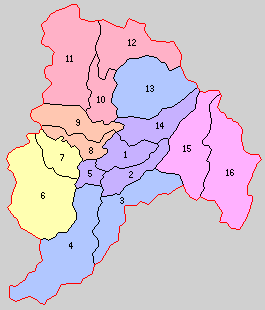
1.新庄町 2.稲舟村 3.舟形村 4.大蔵村 5.八向村 6.古口村 7.戸沢村 8.鮭川村 9.豊里村 10.真室川村 11.安楽城村 12.及位村 13.金山村 14.萩野村 15.西小国村 16.東小国村（紫：新庄市 桃：最上町 赤：真室川町 橙：鮭川村 黄：戸沢村 青：区域が発足時と同じ町村）

- 明治22年（1889年）4月1日 - 町村制の施行により以下の町村が発足。（1町15村）
  - 新庄町 ← 新庄小田島町、新庄沼田町、新庄五日町村、新庄十日町村、新庄金沢町村、飛田村（現・新庄市）
  - 稲舟村 ← 鳥越村、松本村、仁間村、福田村、角沢村（現・新庄市）
  - 舟形村 ← 舟形町村、長沢村、長者原村、富田村、堀内村（現・舟形町）
  - 大蔵村 ← 清水町村、合海町村、南山村、赤松村（現存）
  - 八向村 ← 本合海町村、升形村（現・新庄市）
  - 古口村 ← 古口町村、蔵岡村、角川村（現・第2次戸沢村）
  - 戸沢村（第1次） ← 岩清水村、名高村、津谷村、神田村、松坂村（現・第2次戸沢村）
  - 鮭川村 ← 川口村、向居村、佐渡村、中渡村（現存）
  - 豊里村 ← 京塚村、庭月村、曲川村、石名坂村（現・鮭川村）
  - 真室川村 ← 新町村、内町村、木野下村、川内村、平岡村（現・真室川町）
  - 安楽城村 ← 大沢村、差首鍋村（現・真室川町）
  - 及位村 ← 及位村、大滝村、釜淵村（現・真室川町）
  - 金山村 ← 金山町村、有屋村、下野明村、安沢村、上台村、山崎村、中田村、朴山村、飛森村、漆野村、谷口銀山村（現・金山町）
  - 萩野村 ← 泉田村、萩野村（現・新庄市）
  - 西小国村 ← 大堀村、志茂村、法田村、若宮村、月楯村（現・最上町）
  - 東小国村 ← 東法田村、向町村、満沢村、本城村、黒沢村、富沢村、堺田村（現・最上町）
- 明治23年（1890年）11月15日 - 舟形村の一部（堀内）が分立して堀内村が発足。（1町16村）
- 明治24年（1891年）4月1日 - 郡制を施行。
- 明治25年（1892年）7月8日（1町18村）
  - 古口村の一部（角川）が分立して角川村が発足。
  - 豊里村の一部（庭月・曲川）が分立して豊田村が発足。
- 大正12年（1923年）4月1日 - 郡会が廃止。郡役所は存続。
- 大正14年（1925年）1月1日 - 金山村が町制施行して金山町となる。（2町17村）
- 大正15年（1926年）7月1日 - 郡役所が廃止。以降は地域区分名称となる。
- 昭和17年（1942年）7月1日 - 「最上地方事務所」が新庄町に設置され、本郡を管轄。
- 昭和23年（1948年）12月1日 - 稲舟村が新庄町に編入。（2町16村）
- 昭和24年（1949年）4月1日 - 新庄町が市制施行して新庄市となり、郡より離脱。（1町16村）
- 昭和25年（1950年）4月1日 - 真室川村が町制施行して真室川町となる。（2町15村）
- 昭和29年（1954年）
  - 9月1日 - 東小国村・西小国村が合併して最上町が発足。（3町13村）
  - 12月1日
    - 舟形村・堀内村が合併して舟形町が発足。（4町11村）
    - 鮭川村・豊里村・豊田村が合併し、改めて鮭川村が発足。（4町9村）
- 昭和30年（1955年）
  - 4月1日（4町6村）
    - 萩野村が新庄市に編入。
    - 古口村・戸沢村・角川村が合併し、改めて古口村が発足。

  - 5月1日 - 古口村が改称して戸沢村（第2次）となる。
- 昭和31年（1956年）9月30日（4町3村）
  - 真室川町・安楽城村・及位村が合併し、改めて真室川町が発足。
  - 八向村が新庄市に編入。
- 平成13年（2001年） - 最上地方事務所が廃止。「最上総合支庁」が新庄市に設置され、新庄市とともに管轄。

### 変遷表
| 明治以前     | 明治初年 - 明治22年  | 明治22年 4月1日 町村制施行 | 明治22年 - 昭和20年          | 昭和21年 - 昭和23年          | 昭和24年 - 昭和30年          | 昭和24年 - 昭和30年          | 昭和31年 - 現在              | 現在     |
| ------------ | -------------------- | -------------------------- | ---------------------------- | ---------------------------- | ---------------------------- | ---------------------------- | ---------------------------- | -------- |
| 新町村       | 新町村               | 真室川村                   | 真室川村                     | 真室川村                     | 昭和25年4月1日 町制 真室川町 | 昭和25年4月1日 町制 真室川町 | 昭和31年9月30日 真室川町     | 真室川町 |
| 内町村       | 内町村               | 真室川村                   | 真室川村                     | 真室川村                     | 昭和25年4月1日 町制 真室川町 | 昭和25年4月1日 町制 真室川町 | 昭和31年9月30日 真室川町     | 真室川町 |
| 木野下村     | 木野下村             | 真室川村                   | 真室川村                     | 真室川村                     | 昭和25年4月1日 町制 真室川町 | 昭和25年4月1日 町制 真室川町 | 昭和31年9月30日 真室川町     | 真室川町 |
| 川内村       | 明治8年 川内村       | 真室川村                   | 真室川村                     | 真室川村                     | 昭和25年4月1日 町制 真室川町 | 昭和25年4月1日 町制 真室川町 | 昭和31年9月30日 真室川町     | 真室川町 |
| 高沢村       | 明治8年 川内村       | 真室川村                   | 真室川村                     | 真室川村                     | 昭和25年4月1日 町制 真室川町 | 昭和25年4月1日 町制 真室川町 | 昭和31年9月30日 真室川町     | 真室川町 |
| 平岡村       | 平岡村               | 真室川村                   | 真室川村                     | 真室川村                     | 昭和25年4月1日 町制 真室川町 | 昭和25年4月1日 町制 真室川町 | 昭和31年9月30日 真室川町     | 真室川町 |
| 大沢村       | 大沢村               | 安楽城村                   | 安楽城村                     | 安楽城村                     | 安楽城村                     | 安楽城村                     | 昭和31年9月30日 真室川町     | 真室川町 |
| 差首鍋村     | 明治8年 差首鍋村     | 安楽城村                   | 安楽城村                     | 安楽城村                     | 安楽城村                     | 安楽城村                     | 昭和31年9月30日 真室川町     | 真室川町 |
| 平枝村       | 明治8年 差首鍋村     | 安楽城村                   | 安楽城村                     | 安楽城村                     | 安楽城村                     | 安楽城村                     | 昭和31年9月30日 真室川町     | 真室川町 |
| 及位村       | 及位村               | 及位村                     | 及位村                       | 及位村                       | 及位村                       | 及位村                       | 昭和31年9月30日 真室川町     | 真室川町 |
| 大滝村       | 大滝村               | 及位村                     | 及位村                       | 及位村                       | 及位村                       | 及位村                       | 昭和31年9月30日 真室川町     | 真室川町 |
| 釜淵村       | 釜淵村               | 及位村                     | 及位村                       | 及位村                       | 及位村                       | 及位村                       | 昭和31年9月30日 真室川町     | 真室川町 |
| 川口村       | 川口村               | 鮭川村                     | 鮭川村                       | 鮭川村                       | 昭和29年12月1日 鮭川村       | 昭和29年12月1日 鮭川村       | 鮭川村                       | 鮭川村   |
| 向居村       | 向居村               | 鮭川村                     | 鮭川村                       | 鮭川村                       | 昭和29年12月1日 鮭川村       | 昭和29年12月1日 鮭川村       | 鮭川村                       | 鮭川村   |
| 佐渡村       | 佐渡村               | 鮭川村                     | 鮭川村                       | 鮭川村                       | 昭和29年12月1日 鮭川村       | 昭和29年12月1日 鮭川村       | 鮭川村                       | 鮭川村   |
| 中渡村       | 明治8年 中渡村       | 鮭川村                     | 鮭川村                       | 鮭川村                       | 昭和29年12月1日 鮭川村       | 昭和29年12月1日 鮭川村       | 鮭川村                       | 鮭川村   |
| 小和田村     | 明治8年 中渡村       | 鮭川村                     | 鮭川村                       | 鮭川村                       | 昭和29年12月1日 鮭川村       | 昭和29年12月1日 鮭川村       | 鮭川村                       | 鮭川村   |
| 羽根沢村     | 明治8年 中渡村       | 鮭川村                     | 鮭川村                       | 鮭川村                       | 昭和29年12月1日 鮭川村       | 昭和29年12月1日 鮭川村       | 鮭川村                       | 鮭川村   |
| 京塚村       | 京塚村               | 豊里村                     | 豊里村                       | 豊里村                       | 昭和29年12月1日 鮭川村       | 昭和29年12月1日 鮭川村       | 鮭川村                       | 鮭川村   |
| 石名坂村     | 石名坂村             | 豊里村                     | 豊里村                       | 豊里村                       | 昭和29年12月1日 鮭川村       | 昭和29年12月1日 鮭川村       | 鮭川村                       | 鮭川村   |
| 庭月村       | 庭月村               | 豊里村                     | 明治25年7月8日 分立 豊田村   | 豊田村                       | 昭和29年12月1日 鮭川村       | 昭和29年12月1日 鮭川村       | 鮭川村                       | 鮭川村   |
| 曲川村       | 曲川村               | 豊里村                     | 明治25年7月8日 分立 豊田村   | 豊田村                       | 昭和29年12月1日 鮭川村       | 昭和29年12月1日 鮭川村       | 鮭川村                       | 鮭川村   |
| 金山十日町村 | 明治9年 金山町村     | 金山村                     | 大正14年1月1日 町制 金山町   | 金山町                       | 金山町                       | 金山町                       | 金山町                       | 金山町   |
| 金山七日町村 | 明治9年 金山町村     | 金山村                     | 大正14年1月1日 町制 金山町   | 金山町                       | 金山町                       | 金山町                       | 金山町                       | 金山町   |
| 金山内町村   | 明治9年 金山町村     | 金山村                     | 大正14年1月1日 町制 金山町   | 金山町                       | 金山町                       | 金山町                       | 金山町                       | 金山町   |
| 田茂沢村     | 明治9年 金山町村     | 金山村                     | 大正14年1月1日 町制 金山町   | 金山町                       | 金山町                       | 金山町                       | 金山町                       | 金山町   |
| 有屋村       | 有屋村               | 金山村                     | 大正14年1月1日 町制 金山町   | 金山町                       | 金山町                       | 金山町                       | 金山町                       | 金山町   |
| 下野明村     | 下野明村             | 金山村                     | 大正14年1月1日 町制 金山町   | 金山町                       | 金山町                       | 金山町                       | 金山町                       | 金山町   |
| 安沢村       | 安沢村               | 金山村                     | 大正14年1月1日 町制 金山町   | 金山町                       | 金山町                       | 金山町                       | 金山町                       | 金山町   |
| 上台村       | 上台村               | 金山村                     | 大正14年1月1日 町制 金山町   | 金山町                       | 金山町                       | 金山町                       | 金山町                       | 金山町   |
| 山崎村       | 明治9年 山崎村       | 金山村                     | 大正14年1月1日 町制 金山町   | 金山町                       | 金山町                       | 金山町                       | 金山町                       | 金山町   |
| 藁坊野村     | 明治9年 山崎村       | 金山村                     | 大正14年1月1日 町制 金山町   | 金山町                       | 金山町                       | 金山町                       | 金山町                       | 金山町   |
| 中田村       | 中田村               | 金山村                     | 大正14年1月1日 町制 金山町   | 金山町                       | 金山町                       | 金山町                       | 金山町                       | 金山町   |
| 朴山村       | 朴山村               | 金山村                     | 大正14年1月1日 町制 金山町   | 金山町                       | 金山町                       | 金山町                       | 金山町                       | 金山町   |
| 飛森村       | 飛森村               | 金山村                     | 大正14年1月1日 町制 金山町   | 金山町                       | 金山町                       | 金山町                       | 金山町                       | 金山町   |
| 漆野村       | 漆野村               | 金山村                     | 大正14年1月1日 町制 金山町   | 金山町                       | 金山町                       | 金山町                       | 金山町                       | 金山町   |
| 谷口銀山村   | 谷口銀山村           | 金山村                     | 大正14年1月1日 町制 金山町   | 金山町                       | 金山町                       | 金山町                       | 金山町                       | 金山町   |
| 新庄城下各町 | 明治7年 新庄小田島町 | 新庄町                     | 新庄町                       | 新庄町                       | 昭和24年4月1日 市制 新庄市   | 新庄市                       | 新庄市                       | 新庄市   |
| 新庄城下各町 | 明治7年 新庄沼田町   | 新庄町                     | 新庄町                       | 新庄町                       | 昭和24年4月1日 市制 新庄市   | 新庄市                       | 新庄市                       | 新庄市   |
| 新庄金沢町村 | 新庄金沢町村         | 新庄町                     | 新庄町                       | 新庄町                       | 昭和24年4月1日 市制 新庄市   | 新庄市                       | 新庄市                       | 新庄市   |
| 新庄五日町村 | 新庄五日町村         | 新庄町                     | 新庄町                       | 新庄町                       | 昭和24年4月1日 市制 新庄市   | 新庄市                       | 新庄市                       | 新庄市   |
| 新庄十日町村 | 明治9年 新庄十日町村 | 新庄町                     | 新庄町                       | 新庄町                       | 昭和24年4月1日 市制 新庄市   | 新庄市                       | 新庄市                       | 新庄市   |
| 西山村       | 明治9年 新庄十日町村 | 新庄町                     | 新庄町                       | 新庄町                       | 昭和24年4月1日 市制 新庄市   | 新庄市                       | 新庄市                       | 新庄市   |
| 飛田村       | 飛田村               | 新庄町                     | 新庄町                       | 新庄町                       | 昭和24年4月1日 市制 新庄市   | 新庄市                       | 新庄市                       | 新庄市   |
| 鳥越村       | 鳥越村               | 稲舟村                     | 稲舟村                       | 昭和23年12月1日 新庄町に編入 | 昭和24年4月1日 市制 新庄市   | 新庄市                       | 新庄市                       | 新庄市   |
| 松本村       | 松本村               | 稲舟村                     | 稲舟村                       | 昭和23年12月1日 新庄町に編入 | 昭和24年4月1日 市制 新庄市   | 新庄市                       | 新庄市                       | 新庄市   |
| 仁間村       | 仁間村               | 稲舟村                     | 稲舟村                       | 昭和23年12月1日 新庄町に編入 | 昭和24年4月1日 市制 新庄市   | 新庄市                       | 新庄市                       | 新庄市   |
| 福田村       | 福田村               | 稲舟村                     | 稲舟村                       | 昭和23年12月1日 新庄町に編入 | 昭和24年4月1日 市制 新庄市   | 新庄市                       | 新庄市                       | 新庄市   |
| 角沢村       | 明治8年 角沢村       | 稲舟村                     | 稲舟村                       | 昭和23年12月1日 新庄町に編入 | 昭和24年4月1日 市制 新庄市   | 新庄市                       | 新庄市                       | 新庄市   |
| 宮田村       | 明治8年 角沢村       | 稲舟村                     | 稲舟村                       | 昭和23年12月1日 新庄町に編入 | 昭和24年4月1日 市制 新庄市   | 新庄市                       | 新庄市                       | 新庄市   |
| 芦沢村       | 明治8年 角沢村       | 稲舟村                     | 稲舟村                       | 昭和23年12月1日 新庄町に編入 | 昭和24年4月1日 市制 新庄市   | 新庄市                       | 新庄市                       | 新庄市   |
| 泉田村       | 泉田村               | 萩野村                     | 萩野村                       | 萩野村                       | 昭和30年4月1日 新庄市に編入  | 新庄市                       | 新庄市                       | 新庄市   |
| 萩野村       | 萩野村               | 萩野村                     | 萩野村                       | 萩野村                       | 昭和30年4月1日 新庄市に編入  | 新庄市                       | 新庄市                       | 新庄市   |
| 本合海町村   | 本合海町村           | 八向村                     | 八向村                       | 八向村                       | 八向村                       | 八向村                       | 昭和31年9月30日 新庄市に編入 | 新庄市   |
| 升形村       | 升形村               | 八向村                     | 八向村                       | 八向村                       | 八向村                       | 八向村                       | 昭和31年9月30日 新庄市に編入 | 新庄市   |
| 東法田村     | 東法田村             | 東小国村                   | 東小国村                     | 東小国村                     | 昭和29年9月1日 最上町        | 昭和29年9月1日 最上町        | 最上町                       | 最上町   |
| 向町村       | 明治9年 向町村       | 東小国村                   | 東小国村                     | 東小国村                     | 昭和29年9月1日 最上町        | 昭和29年9月1日 最上町        | 最上町                       | 最上町   |
| 豊田村       | 明治9年 向町村       | 東小国村                   | 東小国村                     | 東小国村                     | 昭和29年9月1日 最上町        | 昭和29年9月1日 最上町        | 最上町                       | 最上町   |
| 満沢村       | 満沢村               | 東小国村                   | 東小国村                     | 東小国村                     | 昭和29年9月1日 最上町        | 昭和29年9月1日 最上町        | 最上町                       | 最上町   |
| 本城村       | 本城村               | 東小国村                   | 東小国村                     | 東小国村                     | 昭和29年9月1日 最上町        | 昭和29年9月1日 最上町        | 最上町                       | 最上町   |
| 黒沢村       | 黒沢村               | 東小国村                   | 東小国村                     | 東小国村                     | 昭和29年9月1日 最上町        | 昭和29年9月1日 最上町        | 最上町                       | 最上町   |
| 富沢村       | 富沢村               | 東小国村                   | 東小国村                     | 東小国村                     | 昭和29年9月1日 最上町        | 昭和29年9月1日 最上町        | 最上町                       | 最上町   |
| 堺田村       | 堺田村               | 東小国村                   | 東小国村                     | 東小国村                     | 昭和29年9月1日 最上町        | 昭和29年9月1日 最上町        | 最上町                       | 最上町   |
| 大堀村       | 大堀村               | 西小国村                   | 西小国村                     | 西小国村                     | 昭和29年9月1日 最上町        | 昭和29年9月1日 最上町        | 最上町                       | 最上町   |
| 志茂村       | 志茂村               | 西小国村                   | 西小国村                     | 西小国村                     | 昭和29年9月1日 最上町        | 昭和29年9月1日 最上町        | 最上町                       | 最上町   |
| 法田村       | 法田村               | 西小国村                   | 西小国村                     | 西小国村                     | 昭和29年9月1日 最上町        | 昭和29年9月1日 最上町        | 最上町                       | 最上町   |
| 若宮村       | 若宮村               | 西小国村                   | 西小国村                     | 西小国村                     | 昭和29年9月1日 最上町        | 昭和29年9月1日 最上町        | 最上町                       | 最上町   |
| 月楯村       | 月楯村               | 西小国村                   | 西小国村                     | 西小国村                     | 昭和29年9月1日 最上町        | 昭和29年9月1日 最上町        | 最上町                       | 最上町   |
| 舟形町村     | 舟形町村             | 舟形村                     | 舟形村                       | 舟形村                       | 昭和29年12月1日 舟形町       | 昭和29年12月1日 舟形町       | 舟形町                       | 舟形町   |
| 長沢村       | 長沢村               | 舟形村                     | 舟形村                       | 舟形村                       | 昭和29年12月1日 舟形町       | 昭和29年12月1日 舟形町       | 舟形町                       | 舟形町   |
| 長者原村     | 長者原村             | 舟形村                     | 舟形村                       | 舟形村                       | 昭和29年12月1日 舟形町       | 昭和29年12月1日 舟形町       | 舟形町                       | 舟形町   |
| 富田村       | 富田村               | 舟形村                     | 舟形村                       | 舟形村                       | 昭和29年12月1日 舟形町       | 昭和29年12月1日 舟形町       | 舟形町                       | 舟形町   |
| 堀内村       | 堀内村               | 舟形村                     | 明治23年11月15日 分立 堀内村 | 堀内村                       | 昭和29年12月1日 舟形町       | 昭和29年12月1日 舟形町       | 舟形町                       | 舟形町   |
| 清水町村     | 清水町村             | 大蔵村                     | 大蔵村                       | 大蔵村                       | 大蔵村                       | 大蔵村                       | 大蔵村                       | 大蔵村   |
| 合海町村     | 合海町村             | 大蔵村                     | 大蔵村                       | 大蔵村                       | 大蔵村                       | 大蔵村                       | 大蔵村                       | 大蔵村   |
| 南山村       | 南山村               | 大蔵村                     | 大蔵村                       | 大蔵村                       | 大蔵村                       | 大蔵村                       | 大蔵村                       | 大蔵村   |
| 赤松村       | 赤松村               | 大蔵村                     | 大蔵村                       | 大蔵村                       | 大蔵村                       | 大蔵村                       | 大蔵村                       | 大蔵村   |
| 古口村       | 明治8年 古口町村     | 古口村                     | 古口村                       | 古口村                       | 昭和30年4月1日 古口村        | 昭和30年5月1日 改称 戸沢村   | 戸沢村                       | 戸沢村   |
| 真柄村       | 明治8年 古口町村     | 古口村                     | 古口村                       | 古口村                       | 昭和30年4月1日 古口村        | 昭和30年5月1日 改称 戸沢村   | 戸沢村                       | 戸沢村   |
| 柏沢村       | 明治8年 古口町村     | 古口村                     | 古口村                       | 古口村                       | 昭和30年4月1日 古口村        | 昭和30年5月1日 改称 戸沢村   | 戸沢村                       | 戸沢村   |
| 蔵岡村       | 蔵岡村               | 古口村                     | 古口村                       | 古口村                       | 昭和30年4月1日 古口村        | 昭和30年5月1日 改称 戸沢村   | 戸沢村                       | 戸沢村   |
| 角川村       | 角川村               | 古口村                     | 明治25年7月8日 分立 角川村   | 角川村                       | 昭和30年4月1日 古口村        | 昭和30年5月1日 改称 戸沢村   | 戸沢村                       | 戸沢村   |
| 岩清水村     | 岩清水村             | 戸沢村                     | 戸沢村                       | 戸沢村                       | 昭和30年4月1日 古口村        | 昭和30年5月1日 改称 戸沢村   | 戸沢村                       | 戸沢村   |
| 名高村       | 名高村               | 戸沢村                     | 戸沢村                       | 戸沢村                       | 昭和30年4月1日 古口村        | 昭和30年5月1日 改称 戸沢村   | 戸沢村                       | 戸沢村   |
| 津谷村       | 津谷村               | 戸沢村                     | 戸沢村                       | 戸沢村                       | 昭和30年4月1日 古口村        | 昭和30年5月1日 改称 戸沢村   | 戸沢村                       | 戸沢村   |
| 神田村       | 神田村               | 戸沢村                     | 戸沢村                       | 戸沢村                       | 昭和30年4月1日 古口村        | 昭和30年5月1日 改称 戸沢村   | 戸沢村                       | 戸沢村   |
| 松坂村       | 松坂村               | 戸沢村                     | 戸沢村                       | 戸沢村                       | 昭和30年4月1日 古口村        | 昭和30年5月1日 改称 戸沢村   | 戸沢村                       | 戸沢村   |

## 行政
歴代郡長
| 代 | 氏名     | 就任年月日                | 退任年月日                | 備考                   |
| -- | -------- | ------------------------- | ------------------------- | ---------------------- |
| 1  |          | 明治11年（1878年）11月1日 |                           |                        |
|    | 小鷹鋭健 |                           |                           |                        |
|    |          |                           | 大正15年（1926年）6月30日 | 郡役所廃止により、廃官 |

## 関連文献
- 松井秀房 編『最上郡史』山形県最上郡、1908年。NDLJP:763516。
- 最上郡教育会 編『増訂 最上郡史』最上郡教育会、1929年。NDLJP:1214671。
- 嶺金太郎 編『最上郡史料叢書』葛麓社、1925年。NDLJP:983231。